# Gonzalo de Saavedra y Cueto
Gonzalo de Saavedra y Cueto, marqués de Bogaraya, (París, 12 de agosto de 1831-Madrid, 13 de enero de 1899) fue un militar, político, músico y jinete español, diputado a Cortes, alcalde de Madrid, gobernador civil de esta provincia y presidente de su Diputación durante el reinado de Alfonso XII y regencia de María Cristina.

## Ambiente familiar
De familia aristocrática. Fue hijo del poeta y dramaturgo Ángel de Saavedra, III duque de Rivas, y de María de la Encarnación de Cueto, su mujer, grandes de España. Su padre fue diputado a Cortes, senador y prócer del Reino, embajador en Nápoles y en París, ministro de la Gobernación y de Marina, presidente del Consejo de Ministros y del Consejo de Estado, director de la Real Academia Española y académico también de la Historia, caballero de las Órdenes del Toisón de Oro, Santiago y Malta y gran cruz de la de Carlos III.
Gonzalo nació en París el 12 de agosto de 1831, durante el exilio de sus padres. Pocos meses después, la familia se trasladó a Tours, y residieron en esta ciudad hasta 1833, año en que pudieron regresar a España gracias a la amnistía otorgada por la flamante Reina Gobernadora.
Fue el cuarto de los nueve hijos del matrimonio (que todos ostentaron títulos nobiliarios), y el segundo de los varones. El primogénito, Enrique, IV duque de Rivas (1828-1914), fue como su padre escritor, diplomático, senador, académico de la Española y caballero del Toisón de Oro. Y entre sus hermanos menores figuraron Ramiro, marqués de Villalobar (1838-1895), que fue diputado a Cortes, y Teobaldo, marqués de Viana (1839-1898), que fue diputado y senador, concejal del Ayuntamiento de Madrid e inmediato predecesor de Gonzalo en el cargo de gobernador civil de esta provincia.
Tuvo por cuñados al diplomático Juan Ximénez de Sandoval, marqués de la Rivera (c.1805-1900), ministro en Lisboa, Berlín, México y San Petersburgo, y a tres senadores del Reino: Narciso de Heredia y Heredia, II marqués de Heredia (1832-1912); Jacobo Ozores y Mosquera, marqués de Aranda y señor de la Casa de Rubianes (1830-1901), y Francisco Caballero y Rozas, marqués del Villar y de Torneros (1822-1907), que fue antes que él alcalde de Madrid, dos veces.
Y era sobrino carnal del también diplomático y escritor Leopoldo Augusto de Cueto, marqués de Valmar (1815-1901), jefe de misión en Copenhague, Washington, Viena y Múnich, senador, secretario de Estado y académico de la Lengua y de Bellas Artes.
Gonzalo de Saavedra fue un hombre polifacético que destacó entre sus contemporáneos por su elegancia, simpatía y generosidad.
El 26 de junio de 1857 contrajo matrimonio con una joven viuda: Fernanda de Gaviria y Gutiérrez, de quien no quedó descendencia. Era hija de Manuel de Gaviria y Alcoba, marqués de Gaviria y conde de Buena Esperanza, y de María Gutiérrez Tejedor.

## Carrera militar
Ingresó en el ejército como cadete de Artillería, pero dejó esta academia por la de Caballería, donde obtuvo el despacho de alférez de esta arma. Sirvió algún tiempo en Cuba, a las órdenes del general Concha. Y en 1868 se retiró con el empleo de comandante de Caballería, a raíz de la Revolución que destronó a Isabel II.
Poco después se unió a los Voluntarios de la Libertad, milicia que defendía la Monarquía constitucional contra la República federal. Y tuvo el mando de uno de los dos escuadrones de Caballería de estas fuerzas, llamado popularmente el del agua de colonia, con el que participó en varios conatos de pronunciamiento alfonsino.

## Equitación
El marqués de Bogaraya fue un excelente jinete y domador de caballos, reputado entre los mejores de su tiempo. Las primeras lecciones de equitación se las impartió el duque de Medina Sidonia, según el novedoso método de François Baucher. Y continuó su instrucción en París con el autor del mismo y con James Fillis, alcanzando una depurada técnica en monta y doma. Durante toda su vida promovió este deporte, adiestrando desinteresadamente a varias generaciones de caballistas en los picaderos del Ministerio de la Guerra y de los criadores Fernán Núñez, Torre Arias, Alcañices y Veragua.

## Actividad musical
Virtuoso flautista, Bogaraya protagonizó la difusión en España de la flauta de sistema Boehm. Los compositores españoles de finales del XIX le dedicaron muchas de las obras que escribían para este instrumento. Aunque no se consideraba músico profesional, ofrecía conciertos en público, tocaba en representaciones de ópera y perteneció a diversas agrupaciones.
Incansable promotor de la música clásica, presidió la Sociedad de Conciertos del Circo Rivas de Madrid, y su continuadora del Teatro del Príncipe Alfonso; después la Sociedad Filarmónica, y últimamente la Sociedad de Conciertos de Madrid (1879-1884), en la que plasmó su impronta wagneriana. En esta orquesta introdujo la figura del director invitado, trayendo como tal a Saint-Saëns en 1880. Y cumplido el plazo de cinco años en el cargo —máximo que permitían los estatutos— fue nombrado presidente honorario.
En 1879 el rey Alfonso XII le nombró profesor honorario de flauta de la Real Capilla de Música, que dirigía el maestro Zubiaurre, habiendo renunciado a cualquier retribución y a ocupar plaza de número si hubiera vacantes. Fue miembro de numerosos jurados de concursos y tribunales de oposición. En 1882, el que había de proveer la cátedra de flauta del Conservatorio de Madrid implantó, a instancia suya, el sistema Boehm en el programa oficial de pruebas y enseñanza.

## Carrera política
Con 45 años de edad, y a raíz del ascenso al trono de Alfonso XII, empezó a intervenir en política afiliado al Partido Conservador. En 1876 sustituyó a Agustín Esteban Collantes como diputado a Cortes por el distrito de Saldaña en las constituyentes de la Restauración.
Después de ser concejal y teniente de alcalde del Ayuntamiento de Madrid, desempeñó la alcaldía de la villa y corte entre el 21 de enero de 1884 y el 5 de abril de 1885. Durante su gobierno municipal se inauguró la Cárcel Modelo, se terminaron las obras de la iglesia de San Andrés de los Flamencos y arrostró algunos infortunios: un incendio en la Armería Real y una crecida del río Manzanares, que causó extensos daños.
El 22 de febrero de 1893 sucedió a su hermano el marqués de Viana como gobernador civil de la provincia de Madrid, siendo ministro de la Gobernación Elduayen con el VII Gobierno Cánovas. Cesó el 3 de noviembre del mismo año.
Fue presidente de la Diputación Provincial de Madrid desde el 4 de noviembre de 1896 hasta el 13 de noviembre de 1898, y tras su cese permaneció como diputado provincial por el distrito de Palacio hasta el momento de su muerte, ocurrida dos meses después.

## Distinciones
Fue caballero maestrante de Zaragoza, y desde 1865 ostentó el título de marqués de Bogaraya por cesión de su padre. El rey Alfonso XII le otorgó la llave de gentilhombre de su cámara y le condecoró con las grandes cruces de las Órdenes de Carlos III e Isabel la Católica.
Falleció sin descendencia en Madrid el 13 de enero de 1899.